# Santos Reyes Aldama
Santos Reyes Aldama är en ort i Mexiko.   Den ligger i kommunen San Andrés Cabecera Nueva och delstaten Oaxaca, i den sydöstra delen av landet, 300 km sydost om huvudstaden Mexico City. Santos Reyes Aldama ligger 2 000 meter över havet och antalet invånare är 293.
Terrängen runt Santos Reyes Aldama är kuperad österut, men västerut är den bergig. Runt Santos Reyes Aldama är det ganska glesbefolkat, med 27 invånare per kvadratkilometer. Närmaste större samhälle är Santa Cruz Itundujia, 2,5 km öster om Santos Reyes Aldama. I omgivningarna runt Santos Reyes Aldama växer i huvudsak blandskog.